# Racing Demon
Racing Demon è un'opera teatrale di David Hare, debuttata al Royal National Theatre di Londra nel 1990. La pièce è la prima di una serie che include Murmuring Judges (1991) e The Absence of War (1993), vinse il Laurence Olivier Award alla migliore nuova opera teatrale e, al debutto a Broadway, fu anche candidata al Tony Award alla migliore opera teatrale.

## Trama
La commedia si concentra sulla Chiesa anglicana e, in particolar modo, sulla sua relazione con l'omosessualità. Nel dettaglio, la pièce affronta il tema dell'ordinazione di sacerdoti gay e dell'evangelizzazione delle comunitò cittadine.